# 山崎バスターミナル

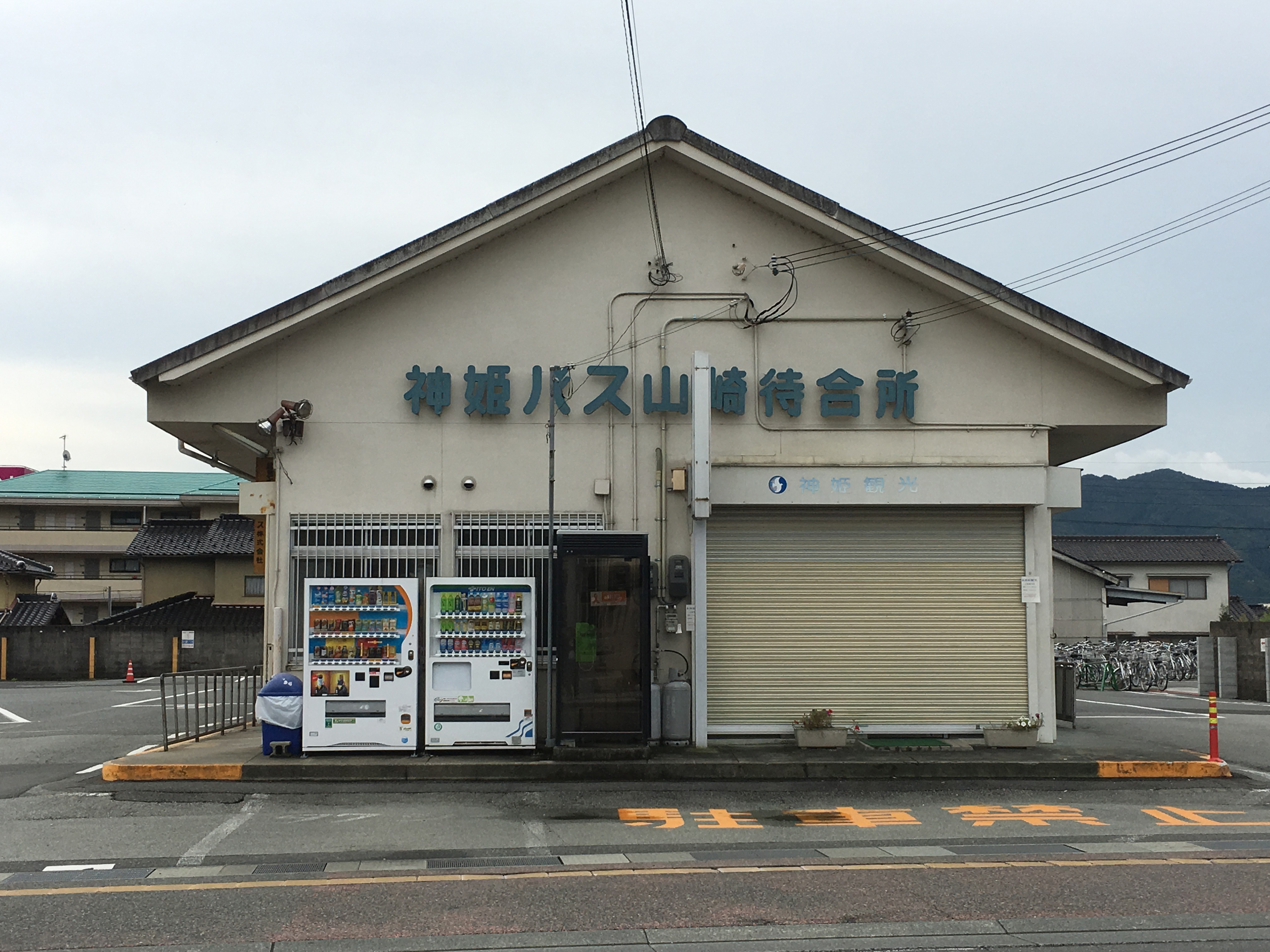
神姫バス山崎待合所（山崎バスターミナル）

山崎バスターミナル（やまさきバスターミナル）は、兵庫県宍粟市山崎町鹿沢68-1に設置されている神姫バスおよびウイング神姫（旧ウエスト神姫）のバスターミナルである。

## 概要
神姫バス山崎待合所（兼案内所）に併設されている。宍粟市には旅客鉄道が全く通っていないため、市内で唯一の公共交通ターミナルともいえる。中国自動車道山崎ICに併設されている山崎バスストップからは直線距離で約700mほど離れており、ウイング神姫の本社（神姫バス姫路営業所山崎出張所に併設）もバスターミナルでなく山崎IC付近の国道29号線沿いに立地している。
宍粟市内への路線以外に、遠距離の路線としては姫路駅方面や網干（姫路市南西部）方面のバスが発着している。なお、三宮（神戸市中央区）と直通する高速バスも発着しているが、こちらはウイング神姫により運行されている。
当バスターミナルを発着する一般路線は、ICカードのNicoPa及び、ICOCA、PiTaPaが利用できる。

## 乗り入れ路線

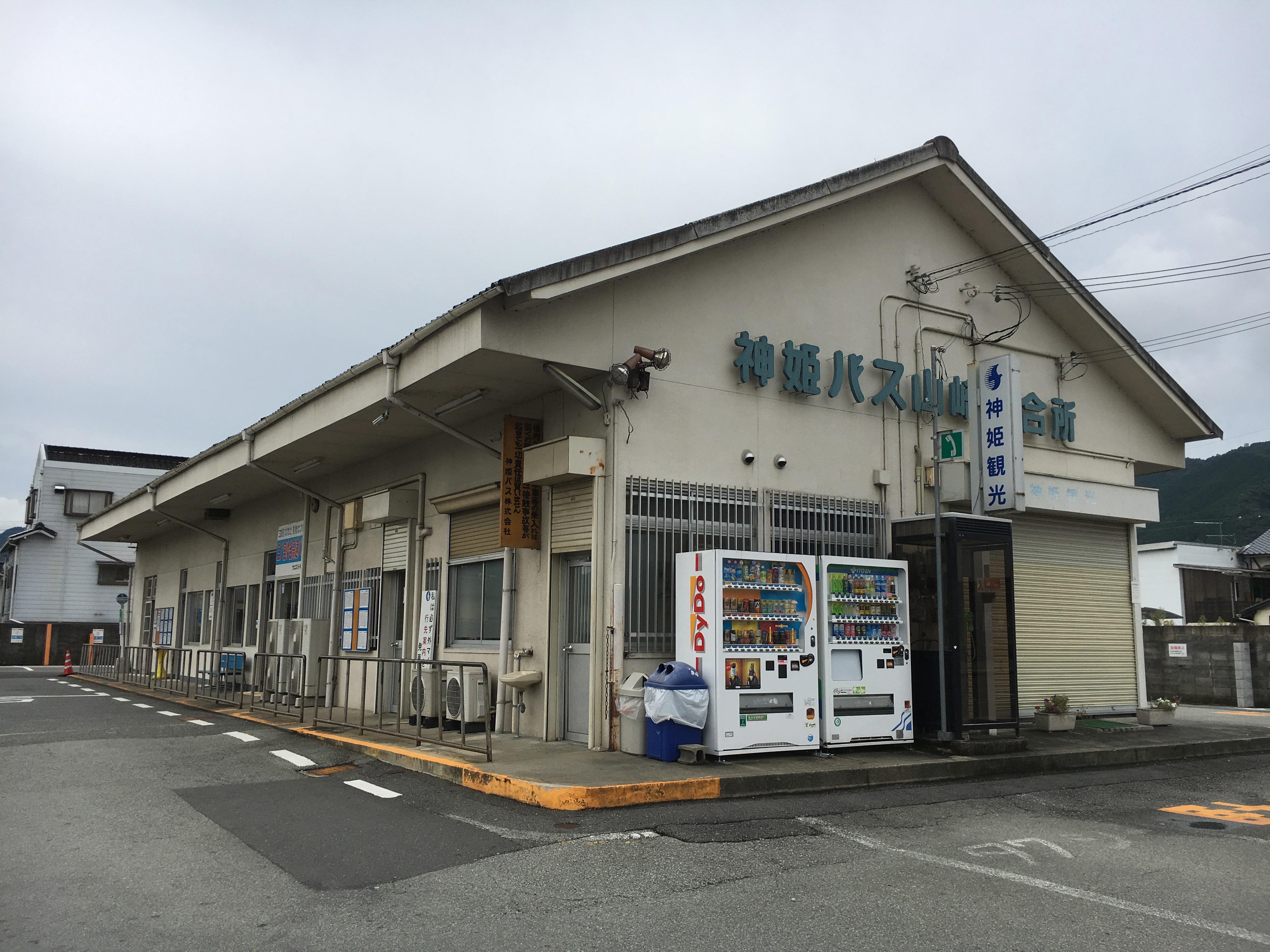
バスターミナルを東側から撮影。待合所内には神姫観光の案内所が併設されている。

### 高速バス
- 山崎 - 三ノ宮線：三宮 行

### 一般路線
2011年10月1日より宍粟市・たつの市地域の路線は神姫バスからウエスト神姫の運行に移されていたが、2022年10月1日より同社が神姫グリーンバスと合併して発足したウイング神姫が全ての路線を引き継いでいる。

#### 神姫バス
- 31系統：林田・青山 経由 姫路駅（北口） 行
- 32系統：口佐見・上伊勢・青山 経由 姫路駅（北口） 行
- 33系統：四辻・青山 経由 姫路駅（北口） 行
- 41系統：四辻・横関 経由 姫路駅（北口） 行

#### ウイング神姫
- 50・60・70・75系統：加生山崎高校前 行（平日のみ運行、休校日運休）
- 50系統：新宮駅 行（平日のみ運行）
- 50系統：龍野 経由 川原町 行（スクールバス）（平日のみ運行、休校日運休）
- 50系統：新宮駅 経由 龍野 行（平日のみ運行）
- 50系統：新宮駅・龍野・鵤 経由 JR網干駅 行（平日のみ運行）
- 50系統：新宮駅・龍野・鵤 経由 ダイセル前 行
- しーたんバス 60系統：曲里 経由 横山 行
- しーたんバス 61系統：曲里・まほろばの湯 経由 横山 行
- しーたんバス 61系統：曲里・まほろばの湯・横山 経由 倉床 行（平日のみ運行）
- しーたんバス 70系統：曲里 経由 皆木 行
- しーたんバス 70系統：曲里・皆木 経由 原 行
- しーたんバス 70系統：曲里・皆木・原・道谷 経由 戸倉 行（土日祝のみ運行）
- しーたんバス 75系統：曲里・皆木・斉木 経由 エーガイヤちくさ 行
- しーたんバス 80系統：土万・船越・エーガイヤちくさ 経由 千種 行
- しーたんバス 80系統：土万・船越・エーガイヤちくさ・千種 経由 西河内 行

しーたんバス（循環バス・小型バス）
- 循環線：イオン山崎店前・医療モール南・中井東 経由 山崎 行
- 戸原線：JA城下支店・医療モール南・川戸・宇原 経由 下宇原1 行（平日のみ運行）
- 城下線：総合病院前・市役所前・医療モール南・JA城下支店・金谷・上比地 経由 下比地 行（平日のみ運行）
- 梯河東線：総合病院前・市役所前・（三谷）・神野小学校前 経由 梯1 行（火・金のみ運行、祝日運休、火曜のみ三谷を経由）
- 与位河東線：総合病院前・市役所前・（三谷）・神野小学校前・与位 経由 清野 行（月・水・木のみ運行、祝日運休、月・水のみ三谷を経由）
- 蔦沢線：総合病院前・下町・中野・上ノ下 経由 上ノ上6 行（平日のみ運行）
- 大谷線：総合病院前・庄能・下牧谷・上牧谷 経由 大谷2 行（月・水のみ運行、祝日運休）
- 土万線：総合病院前・加生山崎高校前・山崎西小学校前・土万・（小河内集会所）・大沢 経由 小茅野1 行（平日のみ運行、水曜のみ小茅野1～2間運行・小河内集会所を通過）
- 塩田線：総合病院前・加生山崎高校前・山崎西小学校前・鍛治屋橋・青木1 経由 塩田6 行（月・水のみ運行、祝日運休）

## 周辺情報
付近はまた宍粟市山崎地区の中心部である。
- 咲ランドショッピングセンター（イオン山崎店）
- 宍粟防災センター
- 西兵庫信用金庫本店
- 播磨山崎郵便局
- 宍粟市役所
- 宍粟警察署